# Ol Parker
Oliver "Ol" Parker (Londres, Reino Unido; 2 de junio de 1969), es un escritor y director de cine inglés. Es principalmente conocido por escribir y dirigir el musical de 2018 Mamma Mia! Here We Go Again.

## Biografía
Parker nació en Londres, Inglaterra. Sus créditos como director incluyen Imagine Me & You (2005) y Now is Good (2012). Escribió el guion de El exótico Hotel Marigold (2011) y El nuevo exótico Hotel Marigold (2015), y escribió y dirigió la secuela musical, Mamma Mia! Here We Go Again (2018).
Se casó con la actriz inglesa Thandie Newton en 1998, y tienen tres hijos.